# مدل بازسازی شکستگی دورشته‌ای

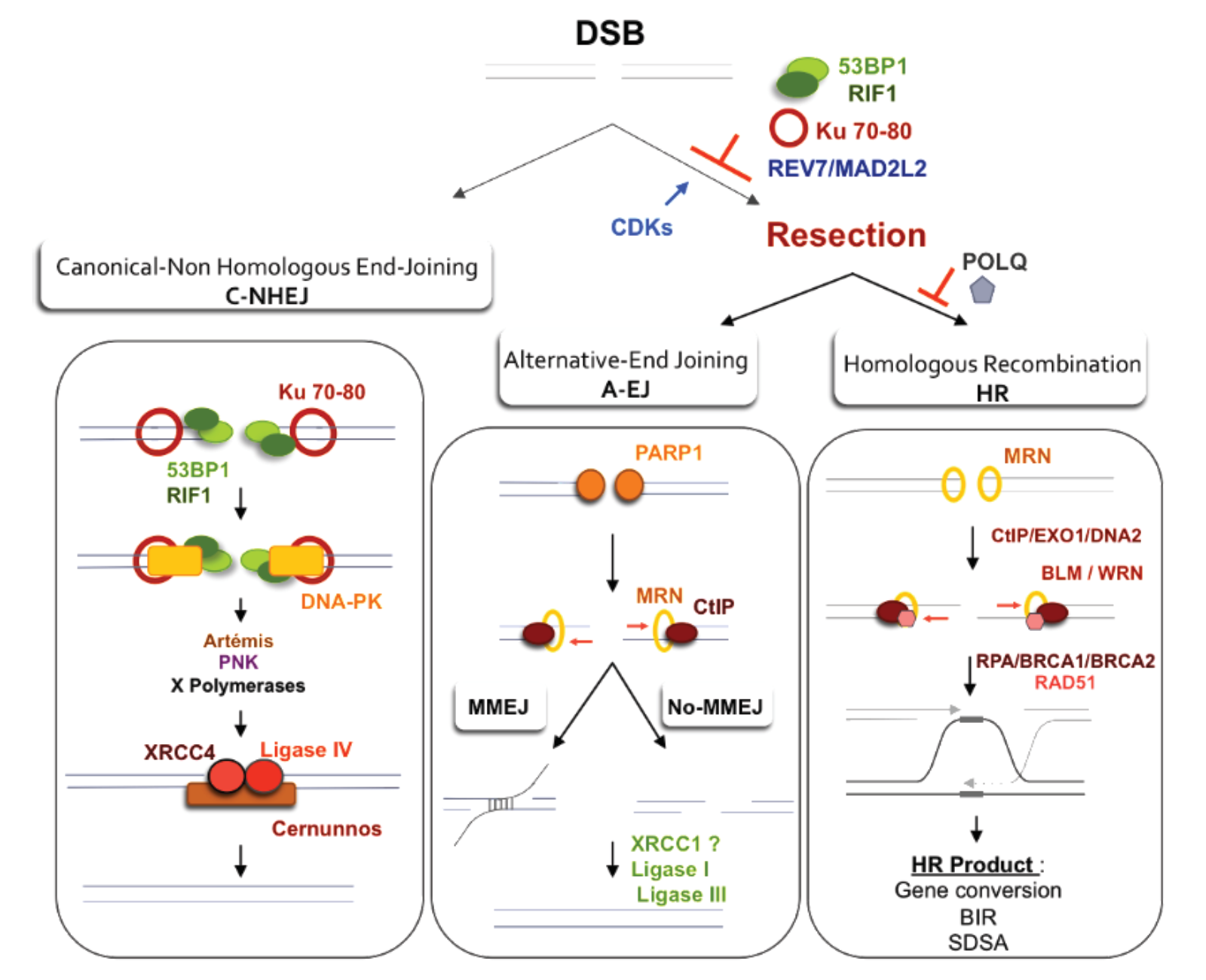
مسیرهای مختلف برای بازسازی شکستگی دورشته‌ای. NHEJ در این مقاله به cNHEJ اشاره دارد. MMEJ در این مقاله به a-EJ اشاره دارد.

مدل بازسازی شکستگی دورشته‌ای (به انگلیسی: Double-strand break repair model) به مدل‌های مختلف مسیرهایی اشاره دارد که سلول‌ها برای بازسازی شکستگی‌های دورشته‌ای (DSB) انجام می‌دهند. بازسازی DSB یک فرایند مهم سلولی است، زیرا تجمع DSB بازسازی‌نشده می‌تواند سبب بازآرایی کروموزومی، تومورزایی یا حتی مرگ سلولی شود. در سلول‌های انسانی، دو سازوکار اصلی بازسازی DSB وجود دارد: نوترکیبی هم‌ساخت (HR) و اتصال انتهایی ناهمولوگ (NHEJ). HR به عنوان مرجع برای بازسازی DSB به DNA الگوی آسیب‌دیده تکیه می‌کند که سبب بازیابی توالی اصلی می‌شود. NHEJ انتهای آسیب‌دیده را بدون توجه به همسانی اصلاح و بستن می‌کند. از نظر انتخاب مسیر بازسازی DSB، به نظر می‌رسد اکثر سلول‌های پستانداران به جای HR از NHEJ حمایت می‌کنند. این به این دلیل است که بهره‌گیری از HR ممکن است سبب حذف یا تکثیر ژن در سلول‌هایی شود که دارای توالی‌های تکراری هستند. از نظر مدل‌های بازسازی در چرخه سلولی، HR تنها هنگام مراحل S و G2 امکان‌پذیر است، در حالی که NHEJ می‌تواند در کل فرایند رخ دهد. این مسیرهای بازسازی همه توسط سازوکار پاسخ آسیب DNA فراگیر تنظیم می‌شوند. علاوه بر HR و NHEJ، مدل‌های بازسازی دیگری نیز وجود دارد که در سلول‌ها وجود دارد. برخی از آنها تحت HR طبقه‌بندی می‌شوند، مانند بازپخت (annealing) رشته وابسته به سنتز، تکثیر ناشی از شکست، و بازپخت تک‌رشته‌ای. در حالی که دیگران یک مدل بازسازی کاملاً جایگزین هستند، یعنی اتصال انتهایی با واسطه میکروهمولوژی مسیر (MMEJ).